# Erythrodiplax ochracea
Erythrodiplax ochracea é uma libélula neotropical da família Libellulidae, descrita por Hermann Burmeister em 1839.

## Descrição morfológica
Espécie de porte pequeno a médio, com envergadura alar de aproximadamente 35 a 45 milímetros e comprimento abdominal de 20 a 25 milímetros em machos, ligeiramente menores em fêmeas; corpo com coloração castanho-avermelhada em imaturos, desenvolvendo pruinosidade acinzentada em adultos mais velhos; asas transparentes com discreta mancha basal ocre (atingindo até o segundo antenodal) e pterostigmas castanhos escuros.

## Distribuição e habitat
Ocorre amplamente no Neotrópico, desde o sul do México, América Central e Caribe até a maior parte da América do Sul. No Brasil, está presente nos biomas Amazônia e Cerrado, com registros confirmados no Pará, Tocantins e Maranhão. Habita ambientes lênticos (lagoas, brejos) e semilênticos/ lóticos de fluxo lento, sempre próximo à vegetação emergente para pouso.

## Biologia e ecologia
Adultos são predadores vorazes de pequenos dípteros e himenópteros, capturados em voo livre. Machos empoleiram-se em vegetação emergente para patrulhar e defender territórios de alimentação e acasalamento, alternando entre sol e sombra para termorregulação.

## Estado de conservação
Avaliada como Pouco Preocupante pela IUCN, devido à ampla distribuição e populações estáveis, sem ameaças significativas.